# پیش بیجار
پیش بیجار، روستایی از توابع بخش مرکزی شهرستان املش در استان گیلان ایران است.

## جمعیت
این روستا در دهستان املش شمالی قرار دارد و براساس سرشماری مرکز آمار ایران در سال ۱۳۸۵، جمعیت آن ۲۶۰ نفر (۸۷خانوار) بوده‌است.
جمعی از مشاهیر ایران که ریشه پیش بیجاری دارند
1. حاج محمد حسن خان عادلی رانکوهی
2. دکتر جعفر خان عادلی رانکوهی (ریاست بهداری لاهیجان و نماینده مجلس شورای ملی)

۳. پروفسور ابراهیم خان عادلی پیش بیجاری (پدر جنگل ایران-استاد دانشکده کشاورزی تهران-استاد دانشگاه علوم. تحقیقات-استاد دانشگاه آزاد لاهیجان-عضو انجمن ۹بین‌المللی حشره‌شناسی-
از مبارزین ملی شدن صنعت نفت-)
1. دکتر حسین فروتن (فوق تخصص گوارش-استاد دانشگاه تهران-ریاست دانشگاه تهران-نماینده مجلس شورای اسلامی)
2. پروفسور حجت‌الله عادلی رانکوهی (دکترای عمران_داری کرسی استادی در دانشگاه اوهایو آمریکا در چندین رشته مختلف مانند علوم اعصاب- هوا فضا - انفورماتیک-و… -از بنیانگذاران رشته علوم دانش در جهان)

۰
۰